# Chiesa di San Zenone vecchia (Cisano Bergamasco)
La chiesa di San Zenone vecchia si trova nell'omonimo comune in provincia di Bergamo. Dal 17 agosto 1913 la chiesa viene inserita nell'elenco del Ministero tra i monumenti antichi.

## Storia
Si tratta di un piccolo edificio ecclesiale romanico risalente all'XI-XII secolo,, i primi documenti che lo citano risalgono al 1160 e 1152, forse edificato come chiesa devozionale per volontà di un maestro comacino che, essendo stato assalito dai briganti durante il suo ritorno a Cisano da Verona, fece costruire un tempio dedicato al santo patrono proprio della città veneta.

Più volte modificato nel corso dei secoli. L'antica chiesa risulta che fosse già parrocchiale nel 1288, per poi diventare sussidiaria della parrocchiale di Caprino Bergamasco
(Giovanni Maironi da Ponte)
Il lascito testamentario di Giovanni Zonca del 30 gennaio 1491, concesse la proprietà del fondo vicino alla chiesa, all'allora parroco con l'obbligo di recitare una messa ogni settimana. 
Il 1931 vide la costruzione del nuovo edificio di culto posto sulla medesima piazza, e per poterne ampliare il sagrato, l'antico edificio, fu oggetto di una importante modifica strutturale con la riduzione dell'aula e l'edificazione della nuova facciata, mantenendone lo stile romanico.
L'edificio divenne inizialmente luogo d'intrattenimento con il teatro locale e poi riportato a essere semplice oratorio. La struttura presentava gravi danni e nel 1990 un gruppo di parrocchiani, coadiuvati con l'associazione alpini, intraprese importanti lavori di restauro e consolidamento iniziando dalla torre campanaria che era seriamente danneggiata. I lavori terminarono nel 1993 e la chiesa riprese ad avere la sua funzione di luogo di culto.

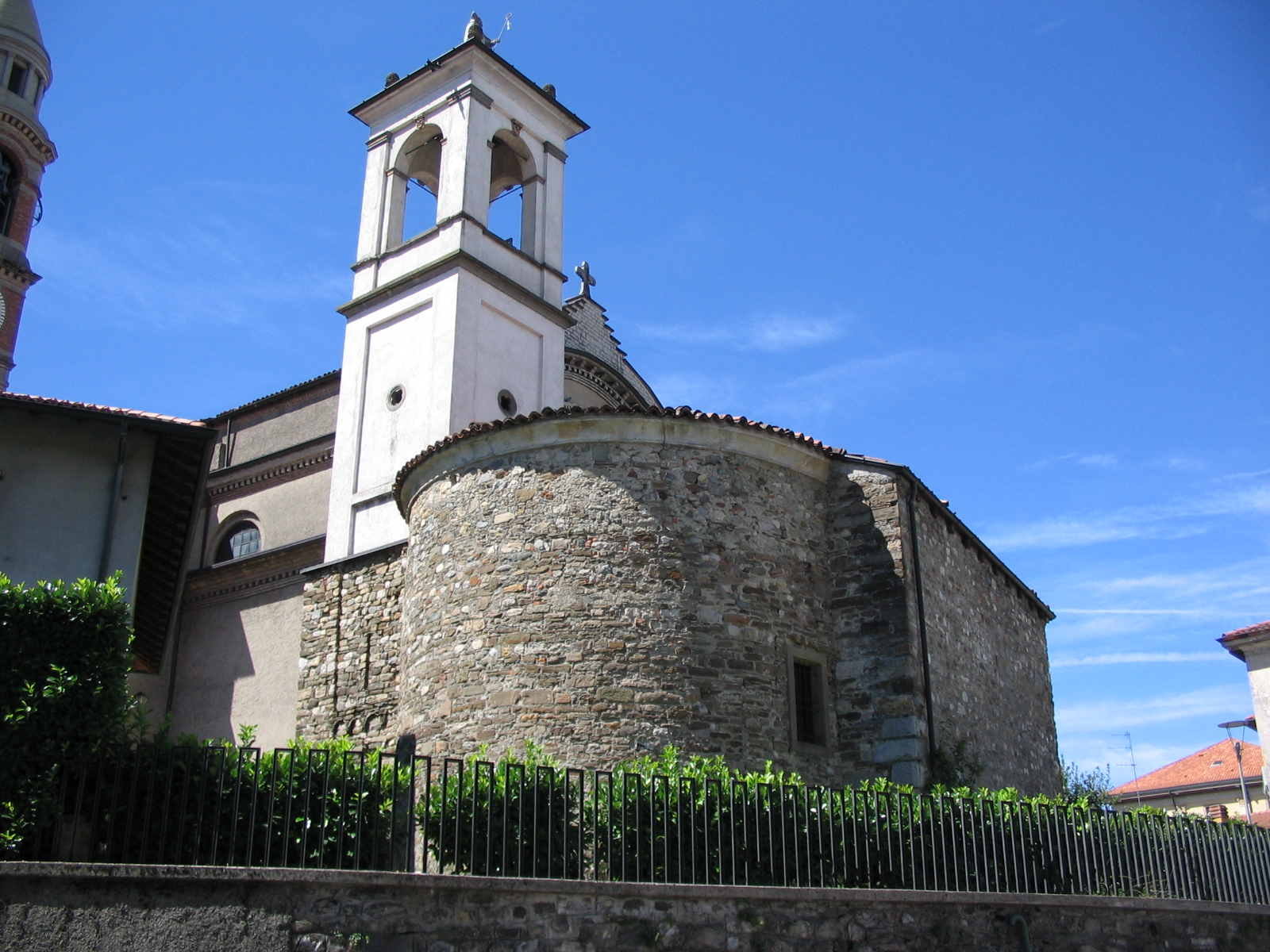
L'abside

## Descrizione
L'edificio di culto è anticipato dall'ampio sagrato condiviso con la parrocchiale omonima con pavimentazione in lastre di pietra, e con il classico orientamento liturgico con abside a est.
L'interno a unica navata aveva affreschi risalenti al XVI secolo e la tela Madonna in gloria col Bambino e santi Zenoni, Pantaleone e angeli musicanti di Enea Salmeggia e una tela sempre raffigurante la Madonna che secondo la relazione di Maironi da Ponte era attribuibile al Giovan Battista Moroni. Le due tele sono conservate nei locali della sacrestia della nuova parrocchiale, mentre il dipinto di Giovanni Battista Galizzi con la raffigurazione del santo titolare è ancora conservato nell'aula.